# Еллен Ганді
Еллен Ганді (англ. Ellen Gandy, 15 серпня 1991) — британська плавчиня.
Учасниця Олімпійських Ігор 2008, 2012 років.
Призерка Чемпіонату світу з водних видів спорту 2011 року.
Призерка Чемпіонату Європи з водних видів спорту 2008, 2010 років.
Призерка Ігор Співдружності 2010 року.